# Howard Newby
Sir Howard Newby CBE SBS (* 10. Dezember 1947) ist ein britischer Soziologe und war bis Dezember 2014 Rektor (Vice-Chancellor) der University of Liverpool. Sein Spezialgebiet ist die soziale Veränderung ländlicher Gebiete Englands. Mehrere Jahre arbeitete er für die britische Regierung als Beauftragter für die soziale und wirtschaftliche Entwicklung der ländlichen Regionen.

## Leben
Sir Howard Newby wuchs in  Derby (Derbyshire) auf. Er besuchte die Schule in Etwall und danach als Stipendiat das Atlantic College in Wales. Ab 1967 studierte er Soziologie an der University of Essex und schloss mit einem BA und PhD ab. In Summe blieb er dort 21 Jahre.
Von 1980 bis 1983 war er Professor für Soziologie und Agrarsoziologie an der University of Wisconsin–Madison. Nach seiner Rückkehr nach Essex wurde er 1983 Dekan der Fakultät für Vergleichende Wissenschaften (comparative studies). Gleichzeitig wurde er Leiter des Datenarchivs des Social Science Research Councils, einer nationalen Einrichtung zur Speicherung und Verteilung computerisierter Daten für Forscher des privaten und öffentlichen Sektors. Von 1988 bis 1994 war er Chairman der mittlerweile umstrukturierten und in Economic and Social Research Council umbenannten Forschungsagentur. 1994 kehrte er an die Universität zurück. Er war bis 2001 Rektor (Vice Chancellor) der University of Southampton. In dieser Zeit war er von 1999 bis 2001 Präsident der Universities UK, dem Verband der britischen Universitäten. Von 2001 bis 2002 war er Präsident der British Association for the Advancement of Science. Im Oktober 2001 wurde er zum Vorstandsvorsitzenden des Higher Education Funding Council for England (HEFCE) ernannt. Im Anschluss wurde er 2006 Rektor (Vice Chancellor) der University of the West of England (UWE). Nach nicht einmal 15 Monaten an der UWE, wurde im Juli 2007 bekannt gegeben, dass er ab September 2008 die Position des Vice-Chancellor der University of Liverpool übernimmt.
Newby wurde 1995 zum Commander der Order of the British Empire für seine Beiträge zu den Wirtschafts- und Sozialwissenschaften ernannt und 2000 für seine Beiträge zur Höheren Bildung zum Knight Bachelor geschlagen. Darüber hinaus ist er Mitglied des Railway Heritage Committee.